# Prague Open Challenger 2022
Il Prague Open Challenger 2022, noto anche come IBG Prague Open, è stato un torneo maschile di tennis professionistico. È stata la 2ª edizione del torneo, facente parte della categoria Challenger 50 nell'ambito dell'ATP Challenger Tour 2022, con un montepremi di 32 160 €. Si è svolto dal 22 al 28 agosto 2022 sui campi in terra rossa del TK Spoje Praha di Praga, in Repubblica Ceca.

## Partecipanti

### Teste di serie
| Nazionalità | Giocatore                 | Ranking* | Testa di serie |
| ----------- | ------------------------- | -------- | -------------- |
| Italia      | Matteo Gigante            | 223      | 1              |
| Ucraina     | Oleksii Krutykh           | 270      | 2              |
| Ucraina     | Vitaliy Sachko            | 271      | 3              |
| Spagna      | Oriol Roca Batalla        | 272      | 4              |
| Germania    | Henri Squire              | 287      | 5              |
| Turchia     | Ergi Kırkın               | 303      | 6              |
| Turchia     | Cem İlkel                 | 304      | 7              |
| Stati Uniti | Nicolas Moreno de Alboran | 318      | 8              |

* Ranking al 15 agosto 2022.

### Altri partecipanti
I seguenti giocatori hanno ricevuto una wild card per il tabellone principale:
- Jakub Menšík
- Petr Nouza
- Matěj Vocel

Il seguente giocatore è entrato in tabellone come alternate:
- Marek Gengel

I seguenti giocatori sono passati dalle qualificazioni:
- João Domingues
- Michael Vrbenský
- Martin Krumich
- Victor Vlad Cornea
- Adrián Menéndez Maceiras
- Martín Cuevas

## Campioni

### Singolare
Oleksii Krutykh ha sconfitto in finale  Lucas Gerch con il punteggio di 6–3, 6(2)–7, 6–2.

### Doppio
Victor Vlad Cornea /  Andrew Paulson hanno sconfitto in finale  Adrian Andreev /  Murkel Dellien con il punteggio di 6–3, 6–1.